# Penichrolucanus
Penichrolucanus es un género de coleóptero de la familia Lucanidae.

## Especies
Las especies de este género son:
- Penichrolucanus copricephalus
- Penichrolucanus cryptonychus
- Penichrolucanus elongatus
- Penichrolucanus hirohiro
- Penichrolucanus leveri
- Penichrolucanus martinii
- Penichrolucanus nicobaricus
- Penichrolucanus sumatrensis